# Concacaf-mästerskapet i futsal 2016
CONCACAF-mästerskapet i futsal 2016 var ett mästerskap i futsal för nord- och centralamerikanska samt västindiska herrlandslag som spelades 8–14 maj 2016. Mästerskapet var den 6:e i ordningen som man har spelat i CONCACAF-mästerskapet i futsal. Costa Rica var värdland för turneringen och samtliga matcherna spelades i San José.
Costa Rica vann turneringen, följt av Panama på en andraplats. Guatemala vann över Kuba i spelet om tredjepris. Dessa fyra lag kvalificerade sig till världsmästerskapet i futsal 2016.

## Resultat

### Gruppspel

#### Grupp A
|             | 8 maj 2016  | Honduras              | 1 – 7 | Mexiko | BN Arena, San José                  |                                     |
| 12:30 UTC−6 | 12:30 UTC−6 | Marco Triminio 14.24′ |       | César Saldívar 6.23′, 12.28′ Jair Alemán 17.05′ Christian Hernández 19.53′ Ángel Rodríguez 20.43′ Miguel Resendes 28.49′ Erick Tovar 29.42′ | Domare: Victor Prendas (Costa Rica) | Domare: Victor Prendas (Costa Rica) |
| 12:30 UTC−6 | 12:30 UTC−6 |                       |       | | Domare: Victor Prendas (Costa Rica) | Domare: Victor Prendas (Costa Rica) |
| 12:30 UTC−6 | 12:30 UTC−6 |                       |       | | Domare: Victor Prendas (Costa Rica) | Domare: Victor Prendas (Costa Rica) |

|             | 8 maj 2016  | Guatemala           | 1 – 4 | Panama                                                                   | BN Arena, San José            |                               |
| 15:00 UTC−6 | 15:00 UTC−6 | Patrick Ruiz 25.43′ |       | Fernando Mena 12.13′, 22.43′ Jorge Pérez 19.10′ Claudio Goodridge 19.53′ | Domare: Sergio Cabrera (Kuba) | Domare: Sergio Cabrera (Kuba) |
| 15:00 UTC−6 | 15:00 UTC−6 |                     |       |                                                                          | Domare: Sergio Cabrera (Kuba) | Domare: Sergio Cabrera (Kuba) |
| 15:00 UTC−6 | 15:00 UTC−6 |                     |       |                                                                          | Domare: Sergio Cabrera (Kuba) | Domare: Sergio Cabrera (Kuba) |

|             | 9 maj 2016  | Panama | 10 – 3 | Honduras                                                           | BN Arena, San José         |                            |
| 12:30 UTC−6 | 12:30 UTC−6 | Josue Brown 7.13′ Edgar Rivas 11.54′ Carlos Pérez 15.41′ Claudio Goodridge 19.08′, 29.29′, 36.00′ José Vásquez 21.54′ Ángel Sánchez 29.52′, 39.56′ Oscar Hinks 31.20′ |        | Antonio Moncada 11.44′ Carlos Montes 25.01′ Oscar Valeriano 30.14′ | Domare: Shane Butler (USA) | Domare: Shane Butler (USA) |
| 12:30 UTC−6 | 12:30 UTC−6 | |        |                                                                    | Domare: Shane Butler (USA) | Domare: Shane Butler (USA) |
| 12:30 UTC−6 | 12:30 UTC−6 | |        |                                                                    | Domare: Shane Butler (USA) | Domare: Shane Butler (USA) |

|             | 9 maj 2016  | Mexiko                                        | 2 – 6 | Guatemala | BN Arena, San José             |                                |
| 15:00 UTC−6 | 15:00 UTC−6 | Jair Alemán 10.54′ Christian Hernández 29.34′ |       | Roberto Alvarado 0.43′ Rafael González 3.59′ Miguel Santizo 18.25′, 34.25′ Carlos Merida 37.34′ Wanderley Ruiz 39.20′ | Domare: Roberto Sánchez (Kuba) | Domare: Roberto Sánchez (Kuba) |
| 15:00 UTC−6 | 15:00 UTC−6 |                                               |       | | Domare: Roberto Sánchez (Kuba) | Domare: Roberto Sánchez (Kuba) |
| 15:00 UTC−6 | 15:00 UTC−6 |                                               |       | | Domare: Roberto Sánchez (Kuba) | Domare: Roberto Sánchez (Kuba) |

|             | 10 maj 2016 | Mexiko                                                  | 3 – 4 | Panama                                                                    | BN Arena, San José                 |                                    |
| 12:30 UTC−6 | 12:30 UTC−6 | César Saldívar 8.44′ Christian Hernández 12.29′, 39.59′ |       | Claudio Goodridge 20.38′ Fernando Mena 28.32′, 32.43′ Carlos Pérez 34.29′ | Domare: Jorge Flores (El Salvador) | Domare: Jorge Flores (El Salvador) |
| 12:30 UTC−6 | 12:30 UTC−6 |                                                         |       |                                                                           | Domare: Jorge Flores (El Salvador) | Domare: Jorge Flores (El Salvador) |
| 12:30 UTC−6 | 12:30 UTC−6 |                                                         |       |                                                                           | Domare: Jorge Flores (El Salvador) | Domare: Jorge Flores (El Salvador) |

|             | 10 maj 2016 | Guatemala                                                                  | 6 – 4 | Honduras                                                                      | BN Arena, San José             |                                |
| 15:00 UTC−6 | 15:00 UTC−6 | Jonatan Arevalo 8.12′, 13.27′, 20.30′, 24.59′ José Mansilla 11.37′, 16.15′ |       | Luis Rivera 6.10′, 25.11′ Roberto Alvarado 18.17′ (sjm.) Carlos Montes 31.40′ | Domare: Lance Vahanitsma (USA) | Domare: Lance Vahanitsma (USA) |
| 15:00 UTC−6 | 15:00 UTC−6 |                                                                            |       |                                                                               | Domare: Lance Vahanitsma (USA) | Domare: Lance Vahanitsma (USA) |
| 15:00 UTC−6 | 15:00 UTC−6 |                                                                            |       |                                                                               | Domare: Lance Vahanitsma (USA) | Domare: Lance Vahanitsma (USA) |

#### Grupp B
|             | 8 maj 2016  | Curaçao                | 1 – 1 | Kuba                | BN Arena, San José                  |                                     |
| 17:30 UTC−6 | 17:30 UTC−6 | Ashar Bernardus 27.09′ |       | Karel Mariño 14.17′ | Domare: Carlos González (Guatemala) | Domare: Carlos González (Guatemala) |
| 17:30 UTC−6 | 17:30 UTC−6 |                        |       |                     | Domare: Carlos González (Guatemala) | Domare: Carlos González (Guatemala) |
| 17:30 UTC−6 | 17:30 UTC−6 |                        |       |                     | Domare: Carlos González (Guatemala) | Domare: Carlos González (Guatemala) |

|             | 8 maj 2016  | Costa Rica                                            | 3 – 2 | Kanada                         | BN Arena, San José                |                                   |
| 20:00 UTC−6 | 20:00 UTC−6 | Erick Brenes 19.36′, 34.42′ Alejandro Paniagua 21.17′ |       | Frederico Moojen 4.36′, 35.36′ | Domare: Francisco Rivera (Mexiko) | Domare: Francisco Rivera (Mexiko) |
| 20:00 UTC−6 | 20:00 UTC−6 |                                                       |       |                                | Domare: Francisco Rivera (Mexiko) | Domare: Francisco Rivera (Mexiko) |
| 20:00 UTC−6 | 20:00 UTC−6 |                                                       |       |                                | Domare: Francisco Rivera (Mexiko) | Domare: Francisco Rivera (Mexiko) |

|             | 9 maj 2016  | Kanada | 7 – 4 | Curaçao                                                    | BN Arena, San José              |                                 |
| 17:30 UTC−6 | 17:30 UTC−6 | Nazim Belguendoz 0.55′, 28.56′ Daniel Chamale 16.36′ Marco Rodriguez 16.51′ Vahid Assadpour 20.17′ Frederico Moojen 33.51′ Eduardo Jauregui 34.55′ |       | Djuric Ascencion 5.36′, 33.23′ Every Janzen 15.33′, 27.27′ | Domare: Leroy Brown (Guatemala) | Domare: Leroy Brown (Guatemala) |
| 17:30 UTC−6 | 17:30 UTC−6 | |       |                                                            | Domare: Leroy Brown (Guatemala) | Domare: Leroy Brown (Guatemala) |
| 17:30 UTC−6 | 17:30 UTC−6 | |       |                                                            | Domare: Leroy Brown (Guatemala) | Domare: Leroy Brown (Guatemala) |

|             | 9 maj 2016  | Kuba | 0 – 6 | Costa Rica                                                                                                  | BN Arena, San José            |                               |
| 20:00 UTC−6 | 20:00 UTC−6 |      |       | Yariel Sandi 6.27′ Juan Cordero 13.37′, 38.03′ Erick Brenes 14.42′ Edwin Cubillo 28.36′ Diego Zuñiga 35.12′ | Domare: Luis Aguilar (Panama) | Domare: Luis Aguilar (Panama) |
| 20:00 UTC−6 | 20:00 UTC−6 |      |       | | Domare: Luis Aguilar (Panama) | Domare: Luis Aguilar (Panama) |
| 20:00 UTC−6 | 20:00 UTC−6 |      |       | | Domare: Luis Aguilar (Panama) | Domare: Luis Aguilar (Panama) |

|             | 10 maj 2016 | Kuba | 7 – 4 | Kanada                                                                    | BN Arena, San José         |                            |
| 17:30 UTC−6 | 17:30 UTC−6 | Reynier Fiallo 14.07′, 26.45′, 28.02′ Daniel Hernández 28.56′ Jhonnet Martínez 29.27′ Reinier Socarras 36.08′ Breniht Suárez 38.02′ |       | Ian Bennett 17.21′ Frederico Moojen 33.07′, 33.23′ Vahid Assadpour 35.20′ | Domare: Shane Butler (USA) | Domare: Shane Butler (USA) |
| 17:30 UTC−6 | 17:30 UTC−6 | |       |                                                                           | Domare: Shane Butler (USA) | Domare: Shane Butler (USA) |
| 17:30 UTC−6 | 17:30 UTC−6 | |       |                                                                           | Domare: Shane Butler (USA) | Domare: Shane Butler (USA) |

|             | 10 maj 2016 | Costa Rica | 6 – 3 | Curaçao                                                          | BN Arena, San José                    |                                       |
| 20:00 UTC−6 | 20:00 UTC−6 | Edwin Cubillo 1.27′ Juan Cordero 2.03′ Yariel Sandi 5.47′ Isaias Mora 7.11′ Adonay Vindas 11.19′ Christopher Molina 14.25′ |       | Jean Pauletta 9.18′ Everon Espacia 18.03′ Ashar Bernardus 38.50′ | Domare: Carlos de la Cruz (Guatemala) | Domare: Carlos de la Cruz (Guatemala) |
| 20:00 UTC−6 | 20:00 UTC−6 | |       |                                                                  | Domare: Carlos de la Cruz (Guatemala) | Domare: Carlos de la Cruz (Guatemala) |
| 20:00 UTC−6 | 20:00 UTC−6 | |       |                                                                  | Domare: Carlos de la Cruz (Guatemala) | Domare: Carlos de la Cruz (Guatemala) |

### Utslagsspel

#### Semifinaler
|             | 12 maj 2016 | Panama                                                                                              | 6 – 5 | Kuba                                                                                              | BN Arena, San José                |                                   |
| 17:00 UTC−6 | 17:00 UTC−6 | Michael de León 5.09′ Ángel Sánchez 11.14′, 13.12′ Carlos Pérez 19.04′, 33.07′ Fernando Mena 41.16′ |       | Denis Márquez 14.57′, 28.23′ Jhonnet Martínez 20.39′ Sandy Domínguez 24.28′ Reynier Fiallo 32.44′ | Domare: Francisco Rivera (Mexiko) | Domare: Francisco Rivera (Mexiko) |
| 17:00 UTC−6 | 17:00 UTC−6 | |       |                                                                                                   | Domare: Francisco Rivera (Mexiko) | Domare: Francisco Rivera (Mexiko) |
| 17:00 UTC−6 | 17:00 UTC−6 | |       |                                                                                                   | Domare: Francisco Rivera (Mexiko) | Domare: Francisco Rivera (Mexiko) |

|             | 12 maj 2016 | Costa Rica | 7 – 1 | Guatemala            | BN Arena, San José            |                               |
| 20:00 UTC−6 | 20:00 UTC−6 | Juan Cordero 21.03′, 22.42′ Diego Zuñiga 21.58′, 26.11′ Edwin Cubillo 36.57′ Alejandro Paniagua 37.27′ (str.) Stiven Solís 39.45′ |       | Edgar Santizo 34.28′ | Domare: Sergio Cabrera (Kuba) | Domare: Sergio Cabrera (Kuba) |
| 20:00 UTC−6 | 20:00 UTC−6 | |       |                      | Domare: Sergio Cabrera (Kuba) | Domare: Sergio Cabrera (Kuba) |
| 20:00 UTC−6 | 20:00 UTC−6 | |       |                      | Domare: Sergio Cabrera (Kuba) | Domare: Sergio Cabrera (Kuba) |

#### Match om tredjepris
|             | 14 maj 2016 | Kuba                                            | 2 – 3 | Guatemala                                          | BN Arena, San José              |                                 |
| 12:30 UTC−6 | 12:30 UTC−6 | Reynier Fiallo 19.22′ Luis Portal 32.59′ (str.) |       | Miguel Santizo 2.04′, 7.26′ Marvin Sandoval 14.19′ | Domare: Einer Arce (Costa Rica) | Domare: Einer Arce (Costa Rica) |
| 12:30 UTC−6 | 12:30 UTC−6 |                                                 |       |                                                    | Domare: Einer Arce (Costa Rica) | Domare: Einer Arce (Costa Rica) |
| 12:30 UTC−6 | 12:30 UTC−6 |                                                 |       |                                                    | Domare: Einer Arce (Costa Rica) | Domare: Einer Arce (Costa Rica) |

#### Final
|             | 14 maj 2016 | Panama | 0 – 4 | Costa Rica                                                                             | BN Arena, San José                |                                   |
| 15:30 UTC−6 | 15:30 UTC−6 |        |       | Alejandro Paniagua 10.20′ (str.) Christopher Molina 19.06′, 26.18′ Diego Zuñiga 33.09′ | Domare: Francisco Rivera (Mexiko) | Domare: Francisco Rivera (Mexiko) |
| 15:30 UTC−6 | 15:30 UTC−6 |        |       |                                                                                        | Domare: Francisco Rivera (Mexiko) | Domare: Francisco Rivera (Mexiko) |
| 15:30 UTC−6 | 15:30 UTC−6 |        |       |                                                                                        | Domare: Francisco Rivera (Mexiko) | Domare: Francisco Rivera (Mexiko) |